# Barnaba (apostolo)
Barnaba, originariamente chiamato Giuseppe di Cipro  (Cipro, ... – Salamina, 61), è stato un missionario cristiano compagno di san Paolo e primo evangelizzatore dell'isola di Cipro.
È venerato come santo dalla Chiesa cattolica e da quella ortodossa, che gli attribuiscono il titolo di apostolo, probabilmente per la sua autorevolezza, anche se egli non faceva parte del gruppo dei Dodici scelti da Gesù Cristo.

## Agiografia
Nato con il nome di Giuseppe, era giudeo di famiglia levitica emigrata a Cipro. Per questa sua ascendenza levitica era probabile la sua frequente presenza in Gerusalemme. Secondo gli Atti degli Apostoli, non molto dopo l'episodio della Pentecoste, vendette tutti i suoi averi e consegnò il ricavato alla Chiesa cristiana appena nata; dopo il battesimo fu rinominato Barnaba, che significa "figlio della consolazione" o "figlio dell'esortazione". Fu lui, divenuto un membro autorevole della prima comunità cristiana, a farsi garante di Saulo di Tarso, ex-persecutore dei cristiani recentemente convertitosi a Damasco, che verrà chiamato Paolo.
Quando ad Antiochia iniziò la conversione dei primi cristiani non ebrei, Barnaba vi fu inviato insieme a Paolo, divenendo uno dei capi della comunità. L'enorme successo della loro predicazione ad Antiochia, inizialmente creò dubbi nella Chiesa di Gerusalemme; ma Paolo e Barnaba tornarono a riferire agli Apostoli come si era svolta l'evangelizzazione. Da Antiochia di Siria, visto il successo tra i Gentili, partirono per evangelizzare altri popoli, accompagnati da Giovanni Marco, futuro Marco evangelista e parente di Barnaba. Si recarono prima a Cipro, terra nativa di Barnaba stesso, e successivamente in Asia Minore. A Perge, in Panfilia, Marco lasciò i suoi compagni per motivi non conosciuti, ma tale gesto dispiacque a Paolo che successivamente non lo volle più tra i suoi compagni di missione. Dopo un viaggio pieno di problemi e maltrattamenti, ma con notevole successo missionario, che interessò Antiochia di Pisidia, Iconio, Listra è Derbe, tornarono ad Antiochia di Siria.
Ritroviamo di nuovo insieme Paolo e Barnaba intorno al 49 a Gerusalemme per la disputa sulla circoncisione o meno dei pagani convertiti: il "concilio degli apostoli" diede loro ragione sulla non necessità dell'osservanza della legge mosaica per i neo-convertiti. 
A questo punto i due apostoli si separarono: Barnaba volle portare con sé Marco, in un nuovo viaggio di evangelizzazione, che Paolo - memore della precedente separazione - non gradiva. Negli Atti degli Apostoli Paolo partì per l'Asia con Sila; Barnaba e Marco andarono a Cipro, tra il 50 e il 53; poi negli Atti non lo si menziona più: da qui inizierà il suo viaggio in Italia.
Secondo quanto attestano alcuni cataloghi bizantini sui discepoli del Signore (VII-VIII sec.), Barnaba si recò prima a Roma, insieme a Pietro, poi si spostò velocemente verso il nord d'Italia, per fondare la Chiesa a Milano. Una leggenda devozionale milanese lo vede arrivare a Milano il 13 marzo del 51: al suo passaggio la neve intorno a lui sarebbe scomparsa e sarebbero sbocciati i primi fiori. Nei pressi di Sant'Eustorgio convertì e battezzò, e Milano diventò diocesi: il vescovo fu Anatalone, suo compagno di viaggio.

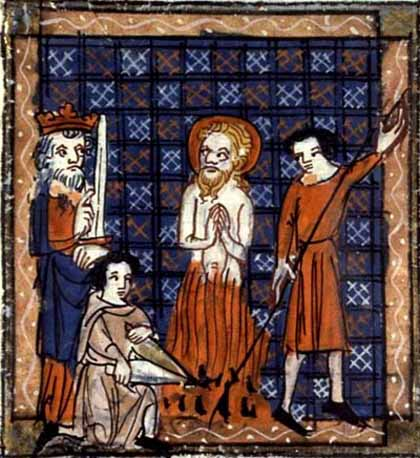
Martirio di san Barnaba, manoscritto tratto dalla Legenda Aurea di Jacopo da Varazze.

Secondo la tradizione, Barnaba continuò a viaggiare e predicare fino a Salamina, dove fu lapidato da alcuni giudei nell'anno 61; sembra che al momento del martirio avesse in mano una copia del Vangelo di Matteo.
Barnaba è menzionato in Galati 2,11-13 e in 1 Corinzi 9,6-12.

## Opere
Alcuni scritti apocrifi sono stati considerati opera di Barnaba. Clemente Alessandrino gli attribuisce la paternità della cosiddetta Lettera di Barnaba, mentre vari biblisti gli attribuiscono la Lettera agli Ebrei. Esistono anche gli Atti di Barnaba e un Vangelo di Barnaba.

## Culto e reliquie

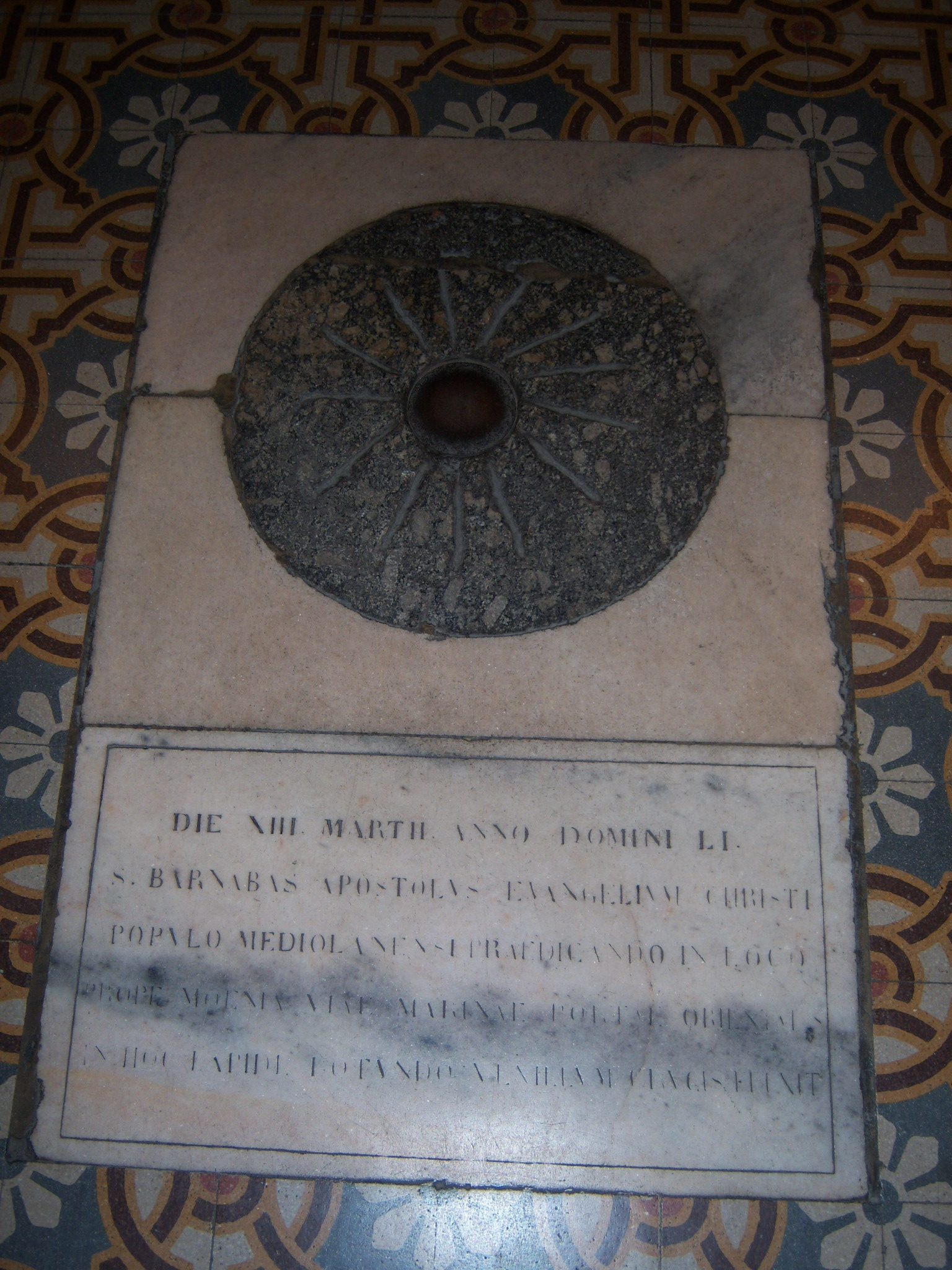
La pietra di San Barnaba oggi nella chiesa di Santa Maria al Paradiso a Milano.

La Chiesa cattolica e quella ortodossa lo commemorano l'11 giugno.
Per secoli a Milano la primavera si è festeggiata il 13 marzo, giorno dell'arrivo di Barnaba; nel 1396 tale giorno viene proclamato giorno di astensione dal lavoro e nel 1583 sarà solennemente riconfermato da Carlo Borromeo "dies festivus", ossia giorno di festa. Al giorno del suo arrivo a Milano è dedicata la festa popolare del Tredesin de Marz.
Nell'isola di Tenerife (Spagna), San Barnaba è stato invocato in tempi storici come patrono e protettore dei campi dell'isola contro la siccità, insieme a san Benedetto da Norcia. La reliquia del teschio del Santo è conservata nella chiesa parrocchiale di Endenna nel comune di Zogno.